# Ґео Мілев
Ґео Мілев (Ґеоргі Мілев Касабов; 15 січня 1895, Раднево. — 1925, поблизу Софії) — болгарський поет, художник, публіцист та громадський діяч лівого спрямування. Найшанованіший представник експресіонізму у болгарській поезії.
Ветеран Першої світової війни.
Разом із іншими членами лівацьких партій, убитий поліцією після атентату в церкві Святого Воскресіння (1925). Батько дитячої письменниці Леди Мілевої. У Софії один із кварталів названий на честь поета.

## Біографія
Народився у Радне махле (тепер Раднево), в православній родині вчителя Міле Георгева та Анастасії Боневої. Пізніше його батько переїхав до міста Стара Загора, де заснував книгарню та видавництво (1907).
Мілев навчався у старозагорській гімназії (1907—1911). У цей час видавав рукописні газети, укладає збірки, які сам ілюструє, пише гумористичні, патріотичні та інтимні вірші. У цей же час захоплюється московською літературою, що пізніше стає причиною його совєтофільства та співпраці із лівацькими терористичними організаціями.
Мілев вивчає романську філологію у Софійському університеті (1911—1912), після закінчення якого продовжує навчання у Німеччині (1912—1914). Там слухає лекції з філософії та пише дисертацію «Лірика Ріхарда Демеля з погляду нової поезії», де, між іншим, оголошує німецького поета «найбільшим генієм німецького красного письменства».
У грудні 1913 в журналі «Листопад» з'являються перші його публікації — «Литературно-художествени писма от Германия». У липні 1914, після початку Першої світової війни, виїжджає до міста Лондон, де знайомиться із бельгійським поетом-емігрантом Емілем Верхарном. Повернувся знову до Німеччини, але там був запідозрений у співпраці з англійською розвідкою, відтак у Гамбурзі його заарештували. За браком доказів Мілева відпускають, але 1915 року він все-таки повертається до Болгарії. Там він починає займатися батьківським бізнесом — видавництвом та книгарнею, бо батька мобілізували до війська. Тоді ж у Старій Загорі він видає невеличкими накладами твори Стефана Малларме, Ріхарда Демеля, Поля Верлена, Еміля Верхарна та Фрідріха Ніцше.
1916 поета мобілізували до болгарського війська, де він проходить офіцерські курси. Призначений до 34-го троянського полку, в складі якого брав участь у битвах при місті Дойран. 29 квітня 1917 британські війська вдало атакували позиції болгар, в результаті чого Мілев важко поранений у голову і втратив праве око.
1918 Мілев разом із дружиною виїжджає до Берліна на операцію з протезування ока. Перебуває там до березня 1919, ставши свідком революційних подій у Німеччині. У цей же час веде насичене культурне життя — працює у бібліотеках, відвідує виставки та театри. Захоплюється новими течіями в німецькій літературі, зокрема співпрацює із знаковими журналами «Ді акціон» та «Дер Штурм». Відтак відразу по поверненню до Болгарії заходився коло подібного журналу болгарською мовою. Видання «Везни» (1919—1922) стало справжньою трибуною поетів-символістів та експресіоністів, а також лабораторією крайніх лівацьких течій — як у мистецтві та і публічній політиці.
Глибоким захопленням Мілева у 1920-х роках залишається німецька поезія, зокрема творчість поета Ріхарда Демеля. Численні переклади з німецької він вміщує в «Антології жовтої троянди» (1922).

### Покарання за комунізм
У січні 1924 Мілев починає видавати журнал «Пламък». У ньому поет друкує статті, оповідання «Грозни прози», а також справжній лівацький гімн — поему «Септември». Влада, яка намагалася приборкати комуністичні рухи, діяла жорстко: видання було конфісковано, а поета відправила під суд. 14 травня 1925 засуджений на рік тюрми і штраф 20,000 левів. Спроба апеляції закінчилася для поета трагічно — таємна поліція просто умертвила Мілева разом з гуртом інших підозрюваних в організації атентату в церкві Святого Воскресіння.